# Leicester City Football League
De Leicester City Football League is een Engelse voetbalcompetitie opgericht in 1898. Er zijn enkel divisies voor veteranen die niet tot de Engelse voetbalpiramide behoren. Tot het einde van het 2010/2011-seizoen was er een Premier Division die zich op het 13de niveau in de Engelse voetbalpiramide bevond. De league was leverancier voor de Leicestershire Senior League. 